# Bruinflankklauwiervireo
De bruinflankklauwiervireo (Vireolanius melitophrys) is een zangvogel uit de familie Vireonidae (vireo's).

## Verspreiding en leefgebied
Deze soort telt 3 ondersoorten:
- V. m. melitophrys: centraal Mexico.
- V. m. crossini: zuidwestelijk Mexico.
- V. m. quercinus: zuidelijk Mexico en Guatemala.